# Peter Haas (Kupferstecher)

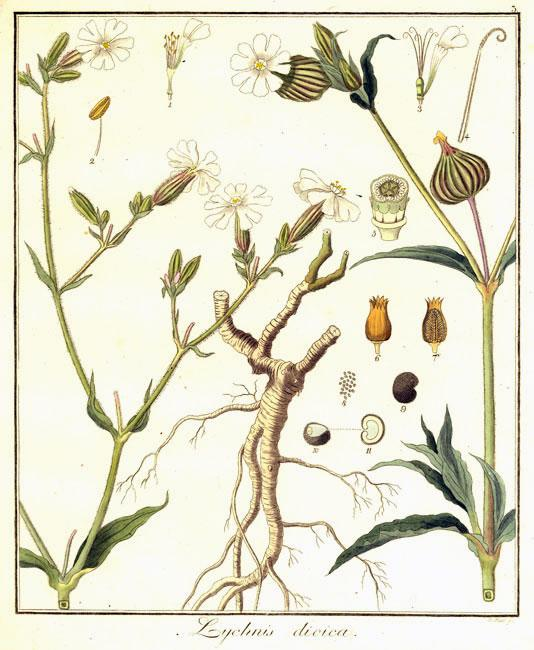
Lychnis dioica L. ist ein Synony für Silene dioica (L.) Kupferstich von Peter Haas

Peter Haas (* 1754 [Taufe am 26. April 1754] in Kopenhagen; † nach 1804 vermutlich in Berlin) war ein deutscher Kupferstecher.

## Leben
Haas war einer der Söhne des Kupferstechers Jonas Haas, der kurz vor der Geburt von Peter Haas nach Kopenhagen gezogen war. Er erlernte den Kupferstich bei seinem Vater und studierte 1773 bis 1776 an der Kunstakademie in Kopenhagen. Er stach Illustrationen für zahlreiche Bücher, so etwa die Arabische Reise von Carsten Niebuhr und Porträts. Ab 1786 ist er zusammen mit seinem Bruder, dem Kupferstecher Meno Haas, in Berlin nachweisbar. In Berlin stach er Bilder aus dem Leben König Friedrichs des Großen und Porträts wie auch Stadtansichten Berlins. Sein Bruder Georg Haas blieb als Kupferstecher in Kopenhagen tätig.

## Kupferstiche (Auswahl)
- Vizeadmiral Peder Tordenskiold 1773[2]
- Christian Gottlieb Kratzenstein nach Paul Ipsen 1781[3]